# U̓
U̓, u̓ (U с запятой сверху) — буква расширенной латиницы. Используется в языке хейлцук-увикяла, где является сорок седьмой буквой алфавита и обозначает глоттализированный гласный [u].

## Кодировка
В качестве отдельного символа буква в Юникод не включена, используя комбинируемый диакритический знак запятой сверху символ представляется как последовательность шестнадцатеричных кодов 0055 для заглавной либо 0075 для строчной буквы U и 0313 для запятой сверху.